# Dreptul proprietății intelectuale
Dreptul proprietății intelectuale a primit o consacrare definitivă și oficială odată cu încheierea convenției instituind Organizația Mondială a Proprietății Intelectuale  (OMPI) care a fost semnată la 14 iulie 1967 la Stockholm, ea cuprinzând patru mari domenii: 
1. Drepturi de autor pentru operele literare și artistice
2. Drepturile conexe dreptului de autor - Sunt protejate ca drepturi conexe interpretările sau execuțiile artiștilor interpreți sau executanți, înregistrările sonore sau fonogramele producătorilor de astfel de înregistrări sau fonograme, emisiunile organismelor de radio și televiziune.
3. Dreptul de proprietate industrială
4. Alte drepturi de proprietate intelectuală neincluse în primele categorii.